# 簡國賢

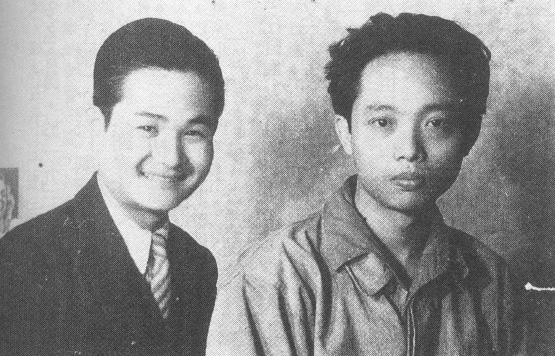
1940年代的宋非我與簡國賢（右）

簡國賢（1917年2月20日—1954年4月16日），是一位出生於臺灣桃園的戲劇從業人員與藝術工作者。
簡國賢在戰後屢屢以閩南語編作戲劇諷刺接收當局，並在二二八事件發生後加入共產黨地下組織，最後遭當局逮捕並以《懲治叛亂條例》第二條第一項判處「唯一死刑」。
2013年，他的姓名被中華人民共和國有關當局鐫刻並鑲嵌於無名英雄廣場。

## 生平概略

### 反抗
簡國賢在畢業於開南商業學校後前往東京大學哲學系就讀；由於嚮往基督教人道主義者賀川豐彥與淨土宗親鸞上人的精神，他在京都的寺院中向西田天香苦行了一段時間。
返回臺灣後，他經常為放送劇以日文編寫劇本，並在其中控訴日本的帝國殖民統治與臺灣人民所遭受的欺凌、侮辱與剝削；大東亞戰爭爆發後，他更編寫《阿里山》一劇以對抗皇民奉公會對戲劇表演的控制與干預。
國民政府接收臺灣後，簡國賢與宋非我合作組成聖烽演劇研究會。1946年6月9日，聖烽演劇研究會的獨幕劇《壁》首度公開演出；該劇以反應戰後臺灣社會「朱門酒肉臭、路有餓死鬼」的情形引起熱烈迴響，但受到警察當局以「挑動階級鬥爭」的罪名強迫停止，劇團因此形同解散。
1947年，簡國賢在二二八事件發生前編寫《趙梯》（簡國賢曾解釋「趙梯」為臺灣閩南語「該打」的諧音）的劇本並分送給國立臺灣大學與師範學校的讀書會成員閱讀；但是，原先預訂在2月27日的共同排演因二二八事件發生而被迫取消。

### 逃亡
二二八事件發生後，他的妹夫劉永流在桃園大溪齋明寺遭軍警包圍射殺身亡；當時，簡國賢已是中國共產黨台灣省工作委員會的成員之一。
在國民黨政權的強力緝捕之下，簡國賢在1949年流亡至桃園十三份地區，又在當年8月組織瓦解且當地遭清鄉後逃亡苑裡鎮，輾轉於大安溪中上游尋找安身地點；他曾在三義鄉鯉魚潭幫人燒炭，也曾在臺中縣里鄉土城村及位在大安溪出海口附近的永安村幫人養鴨；最後，他在1953年於臺中縣大里鄉被特務逮捕。

### 處決
1954年3月，簡國賢被以《懲治叛亂條例》第二條第一項判處死刑，並預定於同年4月10日執行。宣告判刑後，簡國賢仍持續讀書習慣；當時，他曾表示：「能在死前多用功一點，多瞭解真理一點，比白白的死更有價值。人應該知道生的意義與死的價值，那死就沒什麼可怕的。而死的價值就是為國家、人民做很多事而犧牲不管誰是統治者，國家還是由人民組成的。」
在被槍決之前，簡國賢脫下衣服送給獄中難友，為他所信奉的人道精神做了最後實踐。